# Adelaide af Sachsen-Meiningen
Adelaide af Sachsen-Meiningen (født 13. august 1792 i Meiningen, død 2. december 1849) var britisk dronning, gift med Vilhelm IV 1818, kronet 1831.
Ægtemanden, som var mere end tyve år ældre end hende, havde allerede omkring ti ikke-ægteskabelige børn sammen med skuespillerinden Dorothy Jordan. Adelaide gennemgik fem graviditeter, hvoraf en med tvillinger, men ingen af børnene levede særligt længe.

## Eftermæle
Byen Adelaide i Australien er opkaldt efter hende.

## Eksterne links
- Wikimedia Commons har flere filer relateret til Adelaide af Sachsen-Meiningen